# "Awaken, My Love!"
"Awaken, My Love!" è il terzo album in studio del rapper e cantante statunitense Childish Gambino, pubblicato il 2 dicembre 2016 dalla Glassnote Records.

## Descrizione
Composto per la maggior parte da brani cantati piuttosto che rappati, è una fusione di influenze soul, funk e R&B, considerate un coraggioso allontanamento rispetto allo stile hip hop predominante del suo lavoro precedente. L'album è prodotto da Glover e da Ludwig Göransson, suo collaboratore da tempo.
La pubblicazione dell'album è stata preceduta dai singoli Me and Your Mama e Redbone, pubblicati rispettivamente il 10 e il 17 novembre 2016.

## Accoglienza
"Awaken My Love!" ha ricevuto generalmente recensioni positive dalla critica e ha debuttato al quinto posto della Billboard 200. AnyDecentMusic? vota l'album 7.5/10, punteggio simile a quello di Pitchfork che assegna all'album 7.2/10; Metacritic gli attribuisce 77/100, XXL dà 4/5 e The A.V. Club valuta il disco con un "A-".
Mojo assegna 3 stelle su 5 ad "Awaken, My Love!", Q e Rolling Stone gli attribuiscono 3 stelle e mezzo su 5, mentre per AllMusic, The Guardian, The Irish Times, e The Observer l'album è da 4 stelle su cinque.

## Tracce
1. Me and Your Mama – 6:19
2. Have Some Love – 3:44
3. Boogieman – 3:37
4. Zombies – 4:42
5. Riot – 2:05
6. Redbone – 5:27
7. California – 2:45
8. Terrified – 4:15
9. Baby Boy – 6:22
10. The Night Me and Your Mama Met – 3:34
11. Stand Tall – 6:11

## Classifiche

### Classifiche settimanali
| Classifica (2016) | Posizione massima |
| ----------------- | ----------------- |
| Canada            | 7                 |
| Stati Uniti       | 5                 |